# Bévenais
Bévenais é uma comuna francesa na região administrativa de Auvérnia-Ródano-Alpes, no departamento de Isère. Estende-se por uma área de 14,08 km². Em 2010 a comuna tinha 1 035 habitantes (densidade: 73,5 hab./km²).